# Ahmad Allée
Ahmad Allée, de son nom de naissance Ahmad Adil Abas, né le 29 avril 1996 à Dohuk au Kurdistan irakien, est un footballeur international irakien, qui possède aussi la nationalité française. Il évolue au poste de milieu de terrain au FC Rouen.

## Biographie

### En club
Ahmad Adil Abbas naît à Dohuk dans le Kurdistan irakien, au sein d'une famille kurde. Afin de fuir la guerre d'Irak, son père et son oncle traversent toute l'Europe pour arriver en France. Ils parviennent à trouver du travail et obtenir des papiers, puis font venir leur famille. Ahmad arrive alors en France à l'âge de quatre ans, dans un premier temps à Albi, avant de s'installer à Saint-Brieuc,.
Ahmad Allée rejoint le Stade rennais en 2011 en provenance de l'AS Ginglin Cesson, club basé à Saint-Brieuc. À Rennes, Ahmad rejoint son frère aîné Zana. Au cours de la saison 2015-2016, il voit son temps de jeu avec la réserve décroître, notamment en raison de la concurrence des futurs professionnels Denis-Will Poha, Jérémy Gélin ou James Léa Siliki. Il quitte alors le club breton à l'issue de son contrat stagiaire professionnel en 2016. Il rejoint alors l'équipe réserve de l'AS Saint-Étienne.
En 2017, il fait son retour dans sa ville en rejoignant le Stade briochin, avec qui il obtient la promotion en National en 2020.
En 2022, à l'issue d'une saison ponctuée par sept buts et quatre passes décisives, Allée rejoint l'US Orléans en National, avec qui il signe son premier contrat professionnel.
En 2023, il rallie le FC Rouen, promu en National, sous contrat fédéral. Avec le club rouennais, il participe au parcours en Coupe de France jusqu'en quarts de finale, après avoir éliminé deux équipes de première division : l'AS Monaco, contre qui Ahmad Allée marque lors de la séance de tirs au but, puis le Toulouse FC.

### En sélection
Le 5 mars 2014, il dispute son unique match avec l'équipe de France des moins de 18 ans, en remplaçant Franck Honorat à la 68e minute de la rencontre amicale face à l'Allemagne,.
À la fin du mois de septembre 2023, il est convoqué pour la première fois en équipe d'Irak par le sélectionneur espagnol Jesús Casas. Le 13 octobre 2023, il dispute son premier match avec l'équipe d'Irak face au Qatar en match amical, avant d'être titularisé quatre jours plus tard contre la Jordanie.
En janvier 2024, il fait partie de la sélection irakienne pour disputer la Coupe d'Asie des nations 2023, au cours de laquelle il joue une mi-temps en phase de poules contre le Viêt Nam,.